# 登龍有術
《登龍有術》（英語：Light of Day）是一部1987年的美國劇情片，為保羅·許瑞德執導。由麥可·J·霍士，吉娜·羅蘭茲和瓊·傑特主演。原創音樂由湯瑪斯·紐曼創作，John Bailey攝影。

## 劇情
霍士和傑特是俄亥俄州克里夫蘭一支搖滾樂隊的主表演者。帕蒂·拉斯力克是一個未婚媽媽，她的母親很虔誠，她們的關係不和。她和母親疏遠，為量入為出
，她決定把自己沈浸於無拘無束的搖滾樂世界裏。帕蒂的弟弟祖為他的外甥有穩定的生活，擺脫搖滾樂生活，引發一個家庭危機，促使帕蒂回家面對和母親棘手的問題。

## 演員
- 邁克爾·J·福克斯 - 喬·拉斯力克
- 吉娜·羅蘭茲 - 珍妮特·拉斯力克
- 瓊·傑特 - 帕蒂·拉斯力克

## 製作
登龍有術在伊利諾州的芝加哥、梅塢市、伯温、藍島、林肯塢、印第安納州的哈蒙德和俄亥俄州的克里夫蘭拍攝。
這部電影以改變米高J.霍士在回到未來等片的懶惰形象著稱，是少數他會在鏡頭前吸煙的電影。雖然當時他也有吸煙，但怕形象會鼓勵吸煙，他避免拍攝有關吸煙的照片。